# 三杨 (中国人民解放军)
三杨，指中国人民解放军中三位开国上将杨得志、杨成武、杨勇的合称。朝鲜战争期间，1951年2月5日，周恩来会见当时任第十九兵团司令员的杨得志和政委李志民时说：“你们十九兵团，还有杨勇、杨成武同志指挥的两个兵团，都是有着光荣传统、战斗力很强的部队。我曾经说过，要把你们‘三杨’拿出来，叫做‘三杨开泰’！”
另据曾在中国人民解放军总政治部就职的赵勇田追忆，在二万五千里长征的路上，中国工农红军红一方面军里就有“杨家将”之说。那时，杨得志在红1军团2师任师长，杨成武在红1军团1师任政治委员，杨勇在红1军团4师任政治委员。“三杨”当时都是只有20多岁的年轻师级主官。第二次国共内战时期，他们已成为解放军的高级将领。杨得志、杨成武分别任第19兵团和第20兵团司令员，杨勇任第二野战军第5兵团司令员。